# Ducado de Roma
O Ducado de Roma (em latim: Ducatus Romanus) foi um estado dentro do Exarcado de Ravena, do Império Bizantino. Como outros estados bizantinos na Itália, era governado por um funcionário imperial com o título de dux. O ducado frequentemente entrava em conflito com o papado pela supremacia dentro de Roma. Após a fundação dos Estados Papais em 756, o Ducado de Roma deixou de ser uma unidade administrativa e os "duques de Roma", nomeados pelos papas e não pelos imperadores, raramente são atestados.

## História
Não se sabe exatamente quando o Ducado de Roma foi estabelecido, mas é mais provável que tenha sido no final do século VII, dada a falta de referências anteriores a tal território. O duque de Roma era subserviente ao Exarca de Ravena, que exercia a mais alta autoridade imperial na Itália.  Dentro do exarcado, os dois principais distritos eram o país ao redor de Ravena, onde o exarca era o centro da oposição bizantina aos lombardos, e o Ducado de Roma, que abrangia as terras da Etrúria Meridional ao norte do Tibre e do Lácio ao sul até o Garigliano (com exceção de Casinum e Aquinum).  Ali o Papa liderou a oposição aos lombardos. 

### Importância de Roma para a Itália Bizantina
A importância estratégica do Ducado da Pentápole (Rimini, Pesaro, Fano, Sinigaglia, Ancona) e do Ducado de Perugia residia na sua capacidade de manter o controle dos distritos entre Ravena e Roma, e com eles a comunicação através dos Montes Apeninos. Se essa conexão estratégica fosse quebrada, seria evidente que Roma e Ravena não conseguiriam se manter sozinhas por muito tempo. Isso também foi reconhecido pelos lombardos. A mesma estreita faixa de terra rompia a conexão entre os Ducados de Espoleto e Benevento e a parte principal dos territórios do rei no norte. Os lombardos fizeram vários ataques contra essa frente para arrancar o controle da península dos bizantinos.

### Ataques lombardos e aumento da responsabilidade papal
Em 728, o rei lombardo Liuprando tomou o Castelo de Sutri, que dominava a rodovia em Nepi na estrada para Perugia. No entanto, Liuprando, abrandado pelas súplicas do Papa Gregório II, restaurou Sutri "como um presente aos abençoados apóstolos Pedro e Paulo". 
Esta expressão do Liber pontificalis foi erroneamente interpretada no sentido de que neste dom deveria ser reconhecido o início dos Estados da Igreja . Isso é incorreto, pois os papas continuaram a reconhecer o governo imperial, e autoridades gregas permaneceram em Roma por mais algum tempo. É verdade, porém, que aqui pela primeira vez se encontra a associação de ideias sobre as quais os Estados da Igreja deveriam ser construídos. O Papa pediu aos lombardos o retorno de Sutri em nome dos Príncipes dos Apóstolos e ameaçou puni-los com punição por parte desses santos protetores. O piedoso Liuprando era, sem dúvida, suscetível a tais apelos, mas nunca a qualquer consideração pelos gregos. Por esta razão, ele deu Sutri a Pedro e Paulo, para que ele não se expusesse ao castigo deles. O que o Papa fizesse com ele seria irrelevante para ele. 
A crença de que o território romano (inicialmente num sentido mais restrito, mas depois também num sentido mais amplo) era defendido pelo Príncipe dos Apóstolos tornou-se cada vez mais prevalente. Em 738, o duque lombardo Transamundo II de Espoleto capturou o Castelo de Gallese, que protegia a estrada para Perugia, ao norte de Nepi. O Papa Gregório III fez um grande pagamento ao duque para devolver-lhe o castelo. O papa então buscou uma aliança com o duque Transamundo para se proteger contra Liuprando. No entanto, Liuprando conquistou Espoleto, sitiou Roma, devastou o Ducado de Roma e tomou quatro importantes fortalezas de fronteira (Blera, Orte, Bomarzo e Amélia), cortando assim a comunicação com Perugia e Ravena. 
Isso fez com que o papa, em 739, se voltasse pela primeira vez para o poderoso reino franco, sob cuja proteção Bonifácio havia iniciado seu bem-sucedido trabalho como missionário na Alemanha. Ele enviou uma carta a Carlos Martel, "o poderoso prefeito do palácio" da monarquia franca e comandante dos francos na famosa batalha de Tours, sem dúvida com o consentimento do duque grego, e apelou a ele para proteger o túmulo do Apóstolo. Carlos Martel respondeu à embaixada e reconheceu os presentes, mas não estava disposto a oferecer ajuda contra os lombardos, que o estavam ajudando contra os sarracenos. 
Assim, o sucessor de Gregório III, o Papa Zacarias, mudou a política que havia sido seguida anteriormente em relação aos lombardos. Ele formou uma aliança com Liuprando contra Transamundo e, em 741, recebeu em troca os quatro castelos como resultado de uma visita pessoal ao acampamento do rei em Terni. Liuprando também restaurou uma série de patrimônios que haviam sido apreendidos pelos lombardos e, além disso, concluiu uma paz de vinte anos com o Papa. 
O ducado agora tinha uma trégua dos ataques lombardos. Os lombardos atacaram Ravena, que já haviam conquistado de 731 a 735. O Exarca Eutíquio não teve outro recurso senão buscar a ajuda do papa. Liuprando de fato se deixou induzir por Zacarias a entregar a maior parte de suas conquistas. Também não era desprezível que esses distritos também devessem seu resgate ao papa. Pouco tempo depois da morte de Liuprando em 744, Zacarias conseguiu adiar ainda mais a catástrofe. 

### Queda do exarcado – Doação de Pepino
Em 751, o Exarcado de Ravena caiu para os lombardos sob o rei Astolfo. Roma, sob o Papa Estêvão II, tentou negociações diplomáticas com Astolfo e, após o fracasso dessas negociações, implorou ao Rei Pepino, o Breve dos Francos, que interviesse em seu nome.  Pepino derrotou os lombardos em 756 e concedeu as terras do Ducado de Roma, bem como algumas das antigas possessões lombardas associadas ao Exarcado de Ravena ao Papado, no que é conhecido como a Doação de Pepino, marcando o verdadeiro início dos Estados Papais. 

## Duques
Os duques eram inicialmente nomeados pelo exarca, mas em meados do século foram criados pelo Papa.
- Pedro (–725) [12]
- Marino (725–) [13]
- Estêvão (fl . 743) [14]
- Totó (767–68) [15]
- Gratidão (769–72) [16]
- João (772–) [17]
- Teodoro (fl . 772×95) [18]

O cargo de Duque de Roma desapareceu por volta de 778-81, mas há referências dispersas a duques entre os oficiais papais, que podem ser sucessores dos duques de Roma:
- Leonino ( fl . 772×95) [19]
- Sérgio (815) [20]